# Wollaston (Shropshire)
Wollaston – wieś w Anglii, w hrabstwie Shropshire. Leży 17 km na zachód od miasta Shrewsbury i 237 km na północny zachód od Londynu.